# Berger Dorfstraße 63 (Mönchengladbach)

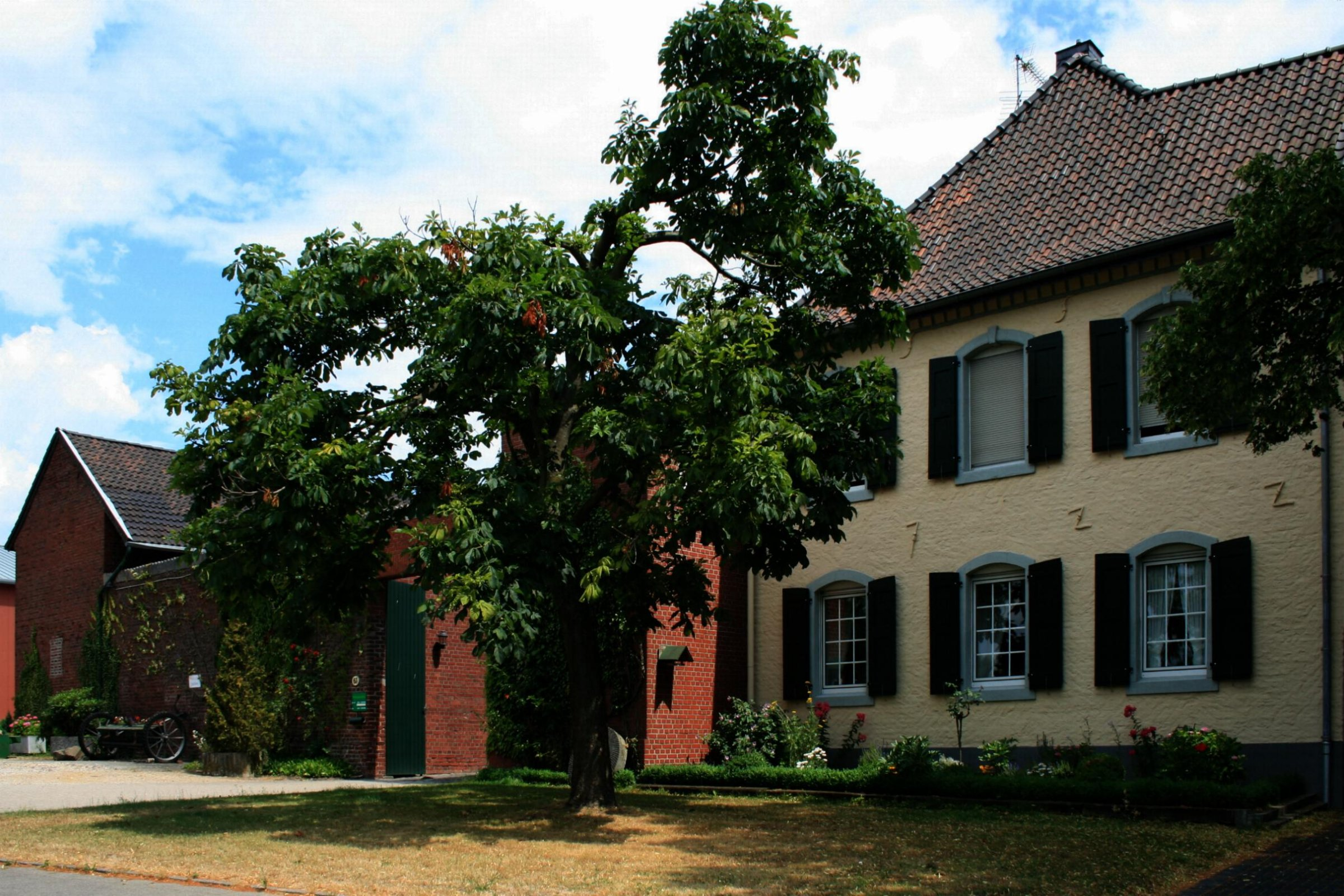
Hofanlage (2011)

Die Hofanlage Berger Dorfstraße 63 steht im Stadtteil Wickrathberg in Mönchengladbach (Nordrhein-Westfalen).
Die Hofanlage wurde 1722 erbaut. Sie ist unter Nr. B 041a am 14. Oktober 1986 in die Denkmalliste der Stadt Mönchengladbach eingetragen worden.

## Lage
Das Objekt liegt an der Berger Dorfstraße in Wickrathberg.

## Architektur
Die große, vierseitig geschlossene Hofanlage, von der lediglich das an der Südseite gelegene Wohnhaus denkmalgeschützt ist. Das Wohnhaus ist ein giebelständiges, zweiraumtiefes, zweigeschossiges und an der Hoffassade nachträglich verputztes Gebäude in dezent barocker Formensprache über rechteckigem Grundriss. Fassaden mit 3:4-Fensterachsen unter hohem, mit Ziegeln gedecktem Walmdach. Maueranker auf der Fassade zeigen das Baujahr 1722.
Der Zugang erfolgt von der Hofseite aus. Straßenfassade Backsteinfassade mit jeweils drei Fensterachsen über schwach vorspringendem Mauersockel. Das Erdgeschoss belichten drei hochformatige Fenster in Natursteingewänden mit Stichbögen. Das Obergeschoss besitzt geringfügig höhere, gestreckte Stichbogenfenster mit Natursteingewänden und Keilsteinen.
Alle Seitengewände tragen die zum Einhängen von Schlagläden benötigten Kloben. Das Traufgesims ist rudimentär erhalten. Hoffassade repräsentativ gestaltete Fassade mit vier Fensterachsen und einem aus der Achsenordnung gerückten, vermutlich nachträglich eingefügten Hauszugang. Schmale, hochformatige Stichbogenfenster mit Schlagläden und Vergitterung im Erdgeschoss sowie kleinformatigere Stichbogenfenster mit Schlagläden im Obergeschoss belichten die Räume.
An der Westseite überbaut ein moderner zweigeschossiger Neubaukörper aus Ziegelsteinen, der zur modernen Tordurchfahrt überleitet, die rechte Fensterachse. Er wurde nach einem Unfallschaden am alten Torhaus während der 1980er Jahre errichtet.